# Masse solaire
Pour les articles homonymes, voir Masse (homonymie).
La masse solaire ou masse du Soleil est une grandeur physique, à la fois constante astronomique et unité de masse du système astronomique d'unités de l'Union astronomique internationale.
La masse du Soleil est estimée à (1,988 4 ± 0,000 2) × 1030 kg. Elle est utilisée pour exprimer la masse des autres étoiles ainsi que celle des amas stellaires, galaxies, amas, nuages et superamas galactiques.

## Notations
La masse solaire est couramment notée {\displaystyle M_{\odot }}, notation composée de la lettre M de l'alphabet latin, en majuscule italique, suivie, en indice, de ☉, symbole astronomique du Soleil.
Elle est parfois notée {\displaystyle M_{\mathrm {S} }} voire {\displaystyle S}, notamment dans la table de constantes astronomiques de The Astronomical Almanac (en).

## Expressions
Le produit de la masse solaire par la constante universelle de la gravitation {\displaystyle G} définit la constante héliocentrique de la gravitation {\displaystyle \mu _{\odot }}, ou paramètre gravitationnel standard du Soleil :
{\displaystyle \mu _{\odot }=GM_{\odot }},
d'où l'on déduit la masse de l'étoile :
{\displaystyle M_{\odot }={\frac {\mu _{\odot }}{G}}}.
La masse solaire est parfois exprimée à partir de la constante gravitationnelle de Gauss (notée {\displaystyle k}) associée au Système solaire :
{\displaystyle k=0{,}017\;202\;098\;95\ =A^{\frac {3}{2}}\ D^{-1}\ S^{-{\frac {1}{2}}}}.
où {\displaystyle k} est exprimé en radians (rad) et avec :
- {\displaystyle {A}} l'unité astronomique ;
- {\displaystyle {D}} le jour solaire moyen (86 400 secondes) ;
- {\displaystyle {S}} la masse solaire (aussi notée {\displaystyle M_{\mathrm {\odot } }}, ou {\displaystyle M_{\mathrm {S} }}).

## Dimension et unités
La masse solaire a, par définition, la dimension d'une masse :
{\displaystyle [M_{\odot }]=\mathrm {M} }.
Dans le Système international d'unités, elle s'exprime en kilogrammes (kg). Dans le système CGS, elle s'exprime en grammes (g). L'unité astronomique de masse est la masse solaire. Le symbole de la masse solaire dans ce système d'unités est « S », bien que M☉ (M pour masse, ☉ étant le symbole du Soleil) soit très souvent utilisé.

## Valeur
La valeur recommandée de la masse solaire, basée sur ses meilleures estimations, est publiée chaque année dans The Astronomical Almanac.
Dans l'édition 2016, la valeur recommandée de la masse solaire est :
{\displaystyle M_{\odot }=1{,}9884\;\times 10^{30}\;(\pm \;2\times 10^{26})\;{\rm {kg}}}.
Elle est identique depuis l'édition 2011,,,,, date où l'erreur de {\displaystyle \pm \;2\times 10^{26}\;{\rm {kg}}} a été introduite.
La valeur de {\displaystyle 1{,}9884\times 10^{30}\;{\rm {kg}}} est celle proposée par E. M. Standish (en) en 1998.
La masse solaire vaut 333 060,402 fois la masse terrestre.

## Unités connexes
En relativité générale, la masse est couramment exprimée en unité de longueur ou en unité de temps.
La masse solaire en unité de longueur est donnée par :
{\displaystyle M_{\odot }{\frac {G}{c^{2}}}\approx 1{,}48~\mathrm {km} },
et la masse solaire en unité de temps par :
{\displaystyle M_{\odot }{\frac {G}{c^{3}}}\approx 4{,}93~\mathrm {\mu s} },
où {\displaystyle c} est la vitesse de la lumière dans le vide.

## Détermination
À une époque[Quand ?], l'unité astronomique étant définie par rapport à la constante gravitationnelle du Soleil, la masse solaire pouvait être déterminée à partir de l'unité astronomique ({\displaystyle {UA}\ }), de l'année et de la constante gravitationnelle ({\displaystyle {G}\ }) :
{\displaystyle M_{\odot }={\frac {4\pi ^{2}\times (1{\rm {UA}})^{3}}{G\times (1{\rm {an}})^{2}}}}.